# Robbie Buhl
Robbie Buhl (Detroit (Michigan), 2 september 1963) is een Amerikaans voormalig autocoureur. Hij is momenteel mede-eigenaar van het Dreyer & Reinbold Racing team, dat deelneemt aan het Indy Racing League-kampioenschap. 

## Carrière
Buhl won in 1992 het Indy Lights kampioenschap met één enkele overwinning op de Nazareth Speedway en tien podiumplaatsen op twaalf races. In 1993 maakte hij de overstap naar de Champ Car series. Een zesde plaats op Long Beach is zijn beste resultaat dat jaar. In 1996 maakte hij de overstap naar de Indy Racing League. Hij werd derde in het kampioenschap. In 1997 won hij de race op de New Hampshire Motor Speedway. In 2000 richtte hij zijn team op, het Dreyer & Reinbold Racing team en won daarmee zijn tweede en laatste race in de IndyCar. Hij vertrok van een tweeëntwinstigste startplaats in Orlando en won de race. In 2004 reed hij nog drie races, daarna ging hij zich concentreren op zijn team. 
Buhl reed in zijn carrière negen keer de Indianapolis 500. Een zesde plaats in 1999 werd zijn beste resultaat in deze legendarische race.

## Resultaten
Indy Racing League resultaten (aantal gereden races, aantal maal in de top 5 van een race, eindpositie kampioenschap en punten)
| Jaar | Races | 1ste | 2de | 3de | 4de | 5de | Rang | Ptn |
| ---- | ----- | ---- | --- | --- | --- | --- | ---- | --- |
| 1996 | 3     | -    | -   | 1   | -   | -   | 3    | 80  |
| 1997 | 7     | 1    | -   | 1   | -   | -   | 13   | 170 |
| 1998 | 9     | -    | 1   | -   | -   | -   | 17   | 174 |
| 1999 | 5     | -    | -   | 2   | -   | -   | 22   | 114 |
| 2000 | 9     | 1    | -   | -   | -   | 1   | 8    | 190 |
| 2001 | 13    | -    | -   | 2   | -   | 1   | 12   | 137 |
| 2002 | 13    | -    | -   | -   | -   | -   | 17   | 177 |
| 2003 | 16    | -    | -   | -   | -   | -   | 14   | 261 |
| 2004 | 3     | -    | -   | -   | -   | -   | 24   | 44  |

#### Indianapolis 500
| Jaar | Chassis | Motor         | Start            | Finish           | Team              |
| ---- | ------- | ------------- | ---------------- | ---------------- | ----------------- |
| 1993 | Lola    | Buick         | Trainingsongeval | Trainingsongeval | Coyne             |
| 1996 | Lola    | Ford-Cosworth | 23               | 9                | Beck              |
| 1997 | G-Force | Oldsmobile    | 4                | 8                | Menard            |
| 1998 | Dallara | Oldsmobile    | 5                | 31               | Menard            |
| 1999 | Dallara | Oldsmobile    | 32               | 6                | Foyt              |
| 2000 | G-Force | Oldsmobile    | 9                | 26               | Dreyer & Reinbold |
| 2001 | G-Force | Infiniti      | 9                | 15               | Dreyer & Reinbold |
| 2002 | G-Force | Infiniti      | 2                | 16               | Dreyer & Reinbold |
| 2003 | Dallara | Chevrolet     | 22               | 23               | Dreyer & Reinbold |